# Danh sách tàu khu trục của Nhật Bản
Đây là danh sách các tàu khu trục của Nhật Bản xếp theo cuộc chiến cuối cùng mà chúng tham gia. Theo thuật ngữ hàng hải, tàu khu trục là loại tàu nhỏ, cơ động dùng để hộ tống các loại tàu lớn hơn, đoàn vận tải hay hạm đội và bảo vệ chúng khỏi các kẻ thù nhỏ hơn với sức tấn công tầm ngắn tốt. Lôi hạm Kotaka (小鷹, Tiểu Ưng) được gọi là "tiền đề của các chiếc Lôi Hạm kháng hạm (Khu trục hạm)". Được thiếc kế theo yêu cầu của Nhật và đặt hàng tại xưởng đóng tàu Yarrow của Vương quốc Anh năm 1885. Chính xưởng này đã nói rằng "nước Nhật được coi như đã phát minh ra tàu khu trục".

## Hải quân Đế quốc Nhật Bản

### Chiến tranh Nga Nhật
- Lớp Ikazuchi — 5 chiếc
- Lớp Murakumo — 5 chiếc
- Lớp Shirakumo — 2 chiếc
- Lớp Akatsuki (1901) — 4 chiếc
- Lớp Harusame — 7 chiếc

### Đệ Nhất Thế Chiến
- Lớp Kamikaze (1905) — 32 chiếc
- Lớp Umikaze — 2 chiếc
- Lớp Sakura — 3 chiếc
- Lớp Kaba — 10 chiếc
- Lớp Momo — 4 chiếc

### Chiến tranh Trung Nhật lần 2
- Lớp Enoki — 6 chiếc
- Lớp Isokaze — 4 chiếc
- Lớp Kawakaze — 2 chiếc

### Đệ Nhị Thế Chiến
- Lớp Urakaze — 2 chiếc(1 chiếc tham chiến. Kawakaze bán cho Italia năm 1915)
- Lớp Minekaze — 15 chiếc
- Lớp Momi — 21 chiếc(17 chiếc tham chiến. Momi, Kaya và Nashi bị tháo dỡ 1940, Warabi chìm năm 1927)
- Lớp Wakatake — 8 chiếc(7 chiếc tham chiến. Sawarabi chìm năm 1932)
- Lớp Kamikaze (1922) — 9 chiếc
- Lớp Mutsuki — 12 chiếc
- Lớp Fubuki — 20 chiếc(19 chiếc tham chiến.Miyuki chìm năm 1934)
- Lớp Akatsuki — 4 chiếc
- Lớp Hatsuharu — 6 chiếc
- Lớp Shiratsuyu — 10 chiếc
- Lớp Asashio — 10 chiếc
- Lớp Kagerō — 19 chiếc
- Lớp Akizuki — 12 chiếc
- Lớp Yūgumo — 19 chiếc
- Lớp Shimakaze — 1 chiếc
- Lớp Matsu — 18 chiếc
- Lớp Tachibana (Matsu Loại Nhị) — 23 chiếc

## Lực lượng Phòng vệ Biển Nhật Bản

### Tàu hộ tống chuẩn
- Lớp Asakaze (DD) — 2 chiếc
- Lớp Ariake (DD) — 2 chiếc
- Lớp Harukaze (DD) — 2 chiếc
- Lớp Ayanami (DDK) — 7 chiếc
- Lớp Murasame (1958) (DDA) — 3 chiếc
- Lớp Akizuki (1959) (DD) — 2 chiếc
- Lớp Yamagumo (DDK) — 6 chiếc
- Lớp Takatsuki (DDA) — 4 chiếc
- Lớp Minegumo (DDK) — 3 chiếc
- Lớp Hatsuyuki (DD) — 11 chiếc
- Lớp Asagiri (DD) — 8 chiếc
- Lớp Murasame (1994) (DD) — 9 chiếc
- Lớp Takanami (DD) — 5 chiếc
- Lớp Akizuki (2010) (DD) — 4 chiếc
- Lớp Asahi (DD)— 2 chiếc

### Tàu hộ tống mang tên lửa dẫn đường
- JDS Amatsukaze (DDG-163) (DDG) — 1 chiếc
- Lớp Tachikaze (DDG) — 3 chiếc
- Lớp Hatakaze (DDG) — 2 chiếc
- Lớp Kongō (DDG) — 4 chiếc
- Lớp Atago (DDG) — 2 chiếc
- Lớp Maya (DDG) — 2 chiếc

### Tàu hộ tống mang trực thăng
- Lớp Haruna (DDH) — 2 chiếc
- Lớp Shirane (DDH) — 2 chiếc
- Lớp Hyūga (DDH) — 2 chiếc

### Tàu hộ tống đa chức năng
- Lớp Izumo (DDH) — 2 chiếc

### Tàu hộ tống hạng nhẹ
- Lớp Tachibana (DE)— 1 chiếc
- Lớp Cannon (DE)— 2 chiếc
- JDS Akebono (DE)
- Lớp Ikazuchi (DE)— 2 chiếc
- Lớp Isuzu (DE)— 4 chiếc
- Lớp Chikugo (DE)— 11 chiếc
- JDS Ishikari (DE)
- Lớp Yubari (DE)— 2 chiếc
- Lớp Abukuma (DE)— 6 chiếc